# Гвандефельдська волость
Гвандефельдська волость — історична адміністративно-територіальна одиниця Бердянського повіту Таврійської губернії.
Станом на 1886 рік складалася з 25 поселень, 26 сільських громад. Населення — 10274 особи (5152 чоловічої статі та 5122 — жіночої), 1457 дворових господарств.
|                     | Площа, десятин | У тому числі орної, дес. |
| ------------------- | -------------- | ------------------------ |
| Сільських громад    | 52632          | 36680                    |
| Приватної власності | 363            | 195                      |
| Казенної власності  | 2705           | —                        |
| Іншої власності     | —              | —                        |
| Загалом             | 55700          | 36875                    |

Поселення волості:
- Гнаденфельд — колонія німців при річці Молочній за 70 верст від повітового міста, 730 осіб, 80 дворів, молитовний будинок, 2 школи, земський лікар, поштова станція, красильня, 3 лавки, лісовий склад. За 6 верст — цегельний завод.
- Вальдгейм (Польща) — колонія німців при річці Бегим-Чокрак, 772 особи, 103 двори, школа.